# Canzuns Choralas

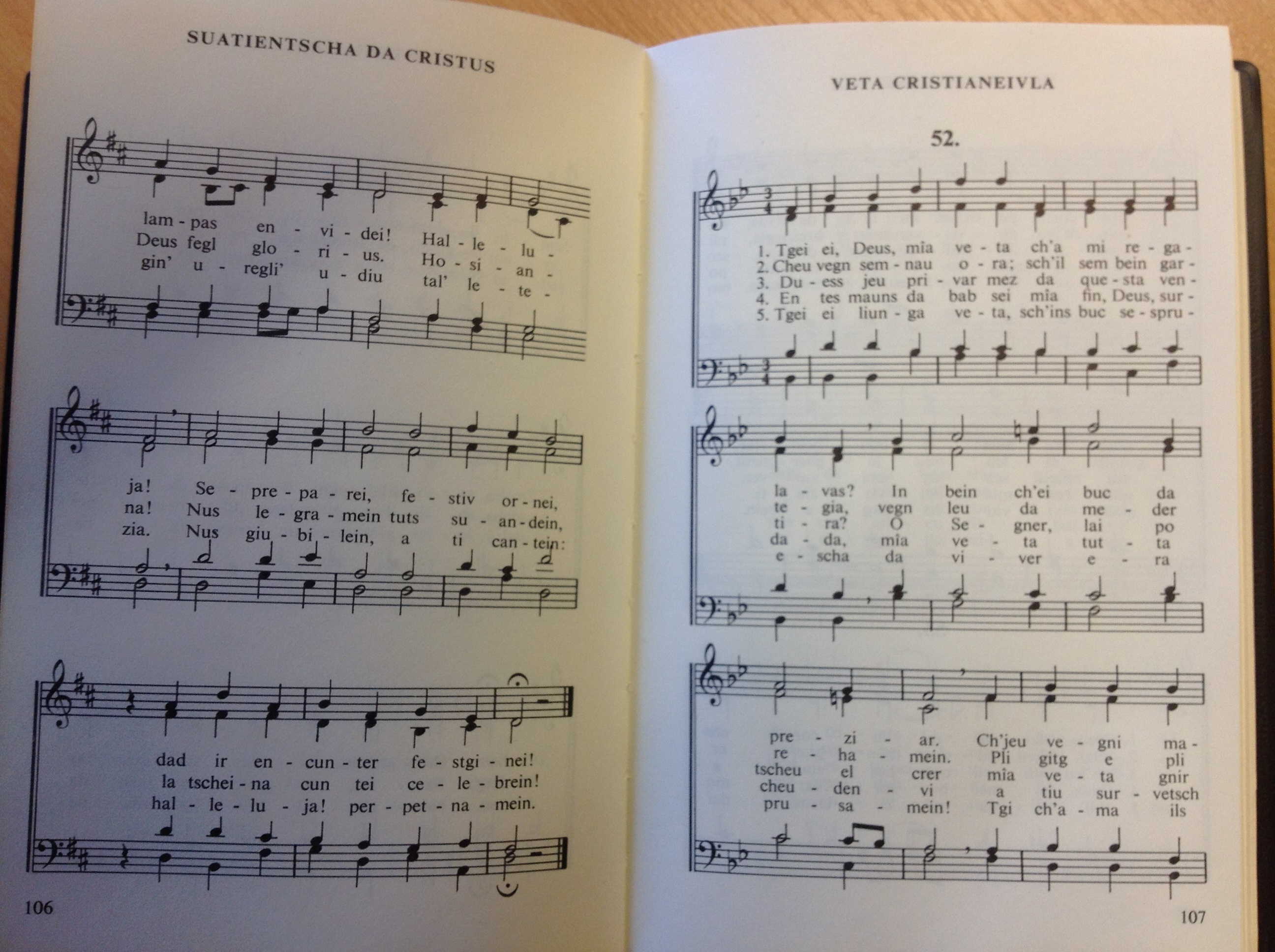
Doppelseite des Gesangbuchs; links ein Lied zur Nachfolge Jesu, rechts zur christlichen Lebensführung

Canzuns Choralas (rätoromanisch im Idiom Sursilvan für «Chorallieder»; Canzuns betont auf der zweiten Silbe, Choralas auf der mittleren) ist das offizielle Gesangbuch in den Kirchgemeinden der Surselva, die der Evangelisch-reformierten Landeskirche des Kantons Graubünden angehören.

## Verbreitung
Im traditionellen rätoromanischen Sprachgebiet benutzen neben dem Bündner Oberland auch die reformierten Gemeinden, in denen Sutsilvan gesprochen wird, das Gesangbuch, so vor allem noch die Dörfer am Schamserberg. Im Engadin und im Val Müstair hingegen ist der ladinische Coral im Gebrauch.

## Herausgeber
Das Gesangbuch wurde 1965 herausgegeben vom Kolloquium Ob dem Wald und der den Gebrauch des Rätoromanischen im Bereich der Kirche fördernden Stiftung Anton Cadonau (rom.: Fundaziun Anton Cadonau per il romontsch in baselgia). Zu den Mitarbeitern gehörte Benedikt Dolf.

## Anhang
1989 wurde ein 59 Seiten starker Anhang angefügt (Psalms e Chorals), der ausgewählte Psalmgesänge und weitere Lieder vor allem der Reformationszeit enthält. Übersetzt hatte sie der Trinser Pfarrer Ulrich Caflisch.

## Ausgabe
- Canzuns Choralas. Per la baselgia evangelica romontscha. (Untertitel dt.: Für die evangelische romanische Kirche.) Hg. vom Kolloquium Ob dem Wald (rom.: Colloqui Sur il Uaul) und der Fundaziun Anton Cadonau, Zürich 1965.